# Phaeocroides mapellii
Phaeocroides mapellii är en skalbaggsart som beskrevs av Rudolph Petrovitz 1972. Phaeocroides mapellii ingår i släktet Phaeocroides och familjen Hybosoridae. Inga underarter finns listade i Catalogue of Life.